# Городище (Слободо-Туринський район)
Городи́ще (рос. Городище) — присілок у складі Слободо-Туринського району Свердловської області. Входить до складу Слободо-Туринського сільського поселення.
Населення — 9 осіб (2010, 11 у 2002).
Національний склад населення станом на 2002 рік: росіяни — 82 %.